# در دل امواج
در دل امواج (به انگلیسی: Above Us the Waves) یک فیلم جنگی و زیردریایی بریتانیایی محصول سال ۱۹۵۵ در مورد حملات اژدر انسانی و زیردریایی‌های کوچک در آبدره‌های نروژی علیه کشتی جنگی آلمانی بنام نبردناو تیرپیتس است. این فیلم به کارگردانی رالف توماس بر اساس دو حمله واقعی توسط کماندوی بریتانیایی است. فیلمبرداری در استودیو پین وود، انگلستان، با صحنه‌های خارج از منزل در گرنزی، برخی از تجهیزات جنگی اصلی در فیلم استفاده شد.

## باکس آفیس
این فیلم ششمین فیلم پرطرفدار باکس آفیس بریتانیا در آن سال بود، طبق گفته شرکت مالی ملی فیلم، این فیلم سود خوبی به همراه داشت.